# Pedant
Mit Pedant oder pedantisch (französisch pédantesque) wird umgangssprachlich abwertend ein Mensch bezeichnet, der laut Duden „in übertriebener Weise genau; alle Dinge mit peinlicher, kleinlich wirkender Exaktheit ausführend o. Ä.“ sei. Abgeleitet daraus entstand das Substantiv Pedanterie oder veraltet Pedantismus.

## Wortgeschichte

### Etymologie
Die Bezeichnung Pedant für ‚Kleinigkeits-, Umstandskrämer, Haarspalter‘ wurde um 1600 in die deutsche Sprache vom französischen pédant ‚Schulfuchs, engstirniger Kleinigkeitskrämer‘, zuvor nicht geringschätzig gemeint mittelfranzösisch pedante ‚Schulmeister‘ aus italienisch pedante ‚Erzieher, Schulmeister, Pedant‘ entlehnt. Die Herkunft gilt jedoch als unsicher, vermutet wird auch mittellateinisch *paedans (Genitiv *paedantis), Partizip Präsens zu mittellateinisch *paedare, einer latinisierten Entlehnung der Renaissancezeit aus griechisch paidé͞uein (παιδεύειν) ‚erziehen, unterrichten‘, zu griechisch pá͞is, Gen. paidós (παῖς, παιδός) ‚Kind, Knabe, Sohn‘ (vgl. Pädagoge) sowie eine scherzhafte Entstellung vom Italienischen pedagogo ‚Lehrer, Erzieher‘ durch Anpassung an das ältere italienische pedante ‚Fußgänger, Fußsoldat‘ im 14. Jahrhundert. Das Adjektiv pedantisch für ‚schulmeisterlich, kleinlich, förmlich, in übertriebener Weise genau‘ entstand ebenso um 1600. Das Substantiv Pedanterie für ‚kleinliche Denkart, übertriebene Genauigkeit, Einseitigkeit‘ entstand im gleichen Zeitraum aus dem mittelfranzösischen pédanterie, italienisch pedanteria.

## Geschichte
In der deutschen Sprache taucht dieses Fremdwort erstmals im 17. Jahrhundert als Entlehnung von französisch pédanterie, „Engherzigkeit“ auf.
In der französischen Tradition wurde der Begriff der pédanterie wesentlich von Michel de Montaigne durch seinen Essay ›Du pédantisme‹ (dt. „Von der Pedanterey“) geprägt. In diesem Essay bezieht sich Montaigne vor allem auf den Aspekt der lehrmeisterlichen Anhäufung und Verwaltung fremden Wissens durch eifrige Gelehrte, ohne jede Aneignung und ohne lebenspraktischen Bezug.  
Der Kulturanthropologe Heinz Schilling bezeichnet wesentliche Charaktereigenschaften des Kleinbürgertums als Hang zum Sicherheitsbedürfnis bis zur Handlungsfurcht, Beharrlichkeit bis zur Versteinerung, Ordentlichkeit bis zur Pedanterie, Sparsamkeit bis zum Geiz und Eigenbewusstsein bis zur Intoleranz.
Nach Sigmund Freuds Phasentheorie der psychosexuellen Entwicklung ist die Pedanterie ein Charaktertyp der „analen Phase“.
Rudolf Allers definierte Pedanterie so: „Pedanterie ist nichts anderes als der Wille, Kleinigkeiten der Umwelt das Gesetz der eigenen Person aufzuerlegen.“
Die Pedanterie zählt neben Rigidität, Perfektionismus und Eigensinn aus heutiger psychologischer Sicht zu den Kernsymptomen der zwanghaften Persönlichkeitsstörung (ICD-10: F60.5).

## Beispiele
Ein Pedant unterbräche ein Gespräch, wenn sein Gesprächspartner etwa bei Zahlen statt des exakten Wertes einen gerundeten Wert nennt (z. B. statt 9,99 Euro 10 Euro). Diese für andere unbedeutende Differenz kann in einem besonders pedantischen Menschen erhebliche Emotionen auslösen (z. B. Irritation, Ärger über den Gesprächspartner („Der weiß doch, dass ich das genau nehme / ein exakter Mensch bin.“) o. ä.).
Loriot sagte 2009 zu seiner Arbeitsweise als Filmregisseur:

„Um in der Qualität der Filme nicht nachzulassen, bedarf es einer sehr intensiven Arbeitsweise, die mir bisweilen auch vorgeworfen wurde. Es hieß immer, ich sei so penibel. Dabei gibt es keinen ernst zu nehmenden Regisseur, der nicht penibel wäre. […] Stanley Kubrick hat Szenen mehr als 100-mal wiederholen lassen. Eine komplizierte Aufnahme ließ ich 34-mal wiederholen. Da ging es um nichts anderes, als dass Evelyn Hamann in "Pappa ante Portas" mit einer Freundin durch den Berliner Fasanenpark spaziert und sich über ihre Ehe beklagt. Sie muss auf die Kamera zugehen, ohne hinzusehen in ein Hundehäufchen treten und dabei weiterreden. Alles ganz beiläufig, das war die Schwierigkeit, und mit nur einer Kamera-Einstellung. Für den Fortgang des Films ist diese Szene nicht wichtig, man hätte sie streichen oder schneiden können ….“

Umgangssprachliche Bezeichnungen für Pedanten sind beispielsweise Erbsenzähler, Korinthenkacker, Prinzipienreiter, Haarspalter oder I-Tüpf(er)lreiter (kurz auch: I-Tümpftler) (österreichisch). Man bezeichnet Pedanten auch als penibel, Pingel, überexakt oder überpeinlich (im Wortsinn wie bei „peinlich genau“).

## Lexikalische Definitionen
Johann Christoph Adelung schrieb 1798 zum Stichwort Pedant: „ein Gelehrter, und in weiterer Bedeutung, eine Person, welche Kleinigkeiten als wichtige Dinge ansiehet und vertheidiget. Im weitesten Verstande nennet man jeden Gelehrten ohne Geschmack und Sitten einen Pedanten, worunter denn auch die Pedanten der vorigen engern Bedeutung begriffen sind. […] Frisch leitet es sonderbar genug von dem Lat. pedere her, ohne Zweifel, so fern der Mangel der Sitten sich bey Pedanten oft nur zu sehr auszeichnet. Nach dem Ferrarius stammet es von Pedaneus ab, und bedeutet Magistrum pedaneum, d. i. einen Unterschulmeister, welcher bey den Römern nicht auf dem Katheder saß, sondern stehend lehren mußte. So viel ist gewiß, daß dieses Wort zuerst von Schulmännern gebraucht worden, welche einen übertriebenen Werth auf ihre Schulgelehrsamkeit legen, und im verächtlichen Verstande auch Schulfüchse genannt werden. Im mittlern Lat. ist pedaneus Judex ein Unterrichter und pedanea Causa eine geringe, unerhebliche Sache.“ Im Wörterbuch der Philosophischen Grundbegriffe Kirchners 1907 wurde als Pedant derjenige definiert, „welcher gewisse beschränkte Formen peinlich beobachtet und daher unfähig ist, die Dinge mit freiem Geiste zu beurteilen und zu behandeln. Am häufigsten sind die Pedanten unter den Gelehrten, doch findet man sie in jedem Stande, Alter und Geschlecht.“
Meyers Großes Konversations-Lexikon definierte 1908 einen Pedanten: 

„(ital.; v. griech. paideuein, erziehen), ursprünglich Erzieher, Hofmeister; dann steifer, einseitiger Gelehrter (Schulmeister; Schulfuchs), sowie verallgemeinert jeder, der kleinlich auf gegebene Formen hält. Pedanterie oder Pedantismus, das Wesen eines solchen; pedantisch, kleinlich.“

Brockhaus’ Kleines Konversations-Lexikon 1911 als: 

„Erzieher; ein Mensch, der mit peinlicher Genauigkeit an äußerlichen, unwesentlichen Dingen hängt; Pedanterīe, Pedantismus, ängstliches Hängen an steifen Formen und beschränkten Ansichten; pedantisch, kleinlich, steif.“

Und in Kürschners Universal Konversations Lexikon von 1906 (Abschnitt 1864) wird ausgeführt:
"Pedant (ital.), Hofmeister; (besonders wissenschaftlicher) Kleinigkeitskrämer."